# Zézé Gamboa
José Augusto Octávio Gamboa dos Passos, conocido como Zézé Gamboa (nacido en 1955) es un director de cine angoleño.

## Biografía
Zézé Gamboa nació en Luanda en 1955. Comenzó a trabajar como productor de noticias en la televisión angoleña en mayo de 1974. En 1980 se mudó a Europa, pasó nueve años en París y otros siete en Bélgica antes de finalmente establecerse en Lisboa.
Comenzó en la industria del cine haciendo documentales. También trabajó en Foreign Land (1995), dirigida por Walter Salles, y Napomuceno's Will, adaptación cinematográfica de 1997 de Francisco Manso de la novela de Germano Almeida La última voluntad y testamento del Senhor da Silva Araújo.
Su película El héroe (2004) cuenta la historia de un hombre que intenta recuperar su prótesis robada en una Angola que intenta reconstruirse tras la guerra civil. Recibió el Premio del Jurado de Cine Mundial en el Festival de Cine de Sundance 2005.

## Filmografía
- Mopiopio, Sopro de Angola, 1991. Documental.
- Desassossego de Pessoa . Documental.
- Dessidência . Documental.
- O Herói / El héroe, 2004. Largometraje.
- O Grande Kilapy / El gran Kilapy, 2012. Largometraje.[4]